# گابریل دو کارمو
گابریل دو کارمو مهاجم اهل برزیل است که در شهر کورولوس و در تاریخ ۱۲ آوریل ۱۹۹۰ به دنیا آمده‌است.
گابریل دو کارمو در تیم‌های فوتبال کوریتیبا سابقهٔ حضور دارد.